# Coppa del mondo di corsa in montagna 2008
La Coppa del mondo di corsa in montagna 2008 si è disputata su sette prove sotto il nome di "WMRA Grand Prix". La coppa maschile è stata vinta da Jonathan Wyatt, quella femminile da Anna Frost.

## Gare di coppa del mondo 2008
Per il 2008 le gare valevoli per la coppa del mondo erano sette, contano i migliori quattro risultati. Un atleta entra in classifica finale a condizione di aver raccolto punti in almeno due competizioni valevoli per la coppa. Se un atleta partecipa ad almeno cinque competizioni valevoli per la coppa gli vengono attribuiti 10 punti di Bonus.
| Gara | Livello | Nome della gara        | Luogo di svolgimento | Data         | Nazione  |
| ---- | ------- | ---------------------- | -------------------- | ------------ | -------- |
| 1    | 2°      | Montée du Grand Ballon | Willer-sur-Thur      | 1 maggio     | Francia  |
| 2    | 1°      | Coure de 2 Bains       | Saillon-Ovronnaz     | 24 maggio    | Svizzera |
| 3    | 1°      | Berglauf Meran 2000    | Merano               | 15 giugno    | Italia   |
| 4    | 1°      | Schlickeralm Lauf      | Telfes               | 3 agosto     | Austria  |
| 5    | 1°      | Feuerkogel Berglauf    | Ebensee              | 10 agosto    | Austria  |
| 6    | 2°      | Schneeberglauf         | Puchberg             | 27 settembre | Austria  |
| 7    | 1°      | Smarna Gora            | Lubiana              | 4 ottobre    | Slovenia |

## Punteggi
Ecco come sono stati ripartiti i punti per la coppa del mondo 2008. Dal primo al trentesimo rango per le gare di primo livello e per la gara finale, dal primo al ventesimo rango per le gare di secondo livello. Per la gara finale, la Smarna Gora, vengono attribuiti maggiori punti.
| Rango | Punti gara 1º livello | Punti gara 2º livello | Punti gara finale |
| ----- | --------------------- | --------------------- | ----------------- |
| 1°    | 100                   | 50                    | 120               |
| 2°    | 85                    | 42                    | 102               |
| 3°    | 75                    | 37                    | 90                |
| 4°    | 70                    | 33                    | 84                |
| 5°    | 65                    | 30                    | 78                |
| 6°    | 60                    | 27                    | 72                |
| 7°    | 55                    | 24                    | 66                |
| 8°    | 50                    | 21                    | 60                |
| 9°    | 45                    | 18                    | 54                |
| 10°   | 40                    | 16                    | 48                |

| Rango | Punti gara 1º livello | Punti gara 2º livello | Punti gara finale |
| ----- | --------------------- | --------------------- | ----------------- |
| 11°   | 35                    | 14                    | 42                |
| 12°   | 30                    | 12                    | 37                |
| 13°   | 27                    | 10                    | 32                |
| 14°   | 24                    | 8                     | 29                |
| 15°   | 22                    | 6                     | 26                |
| 16°   | 20                    | 5                     | 23                |
| 17°   | 18                    | 4                     | 21                |
| 18°   | 16                    | 3                     | 19                |
| 19°   | 14                    | 2                     | 17                |
| 20°   | 12                    | 1                     | 15                |

| Rango | Punti gara 1º livello | Punti gara 2º livello | Punti gara finale |
| ----- | --------------------- | --------------------- | ----------------- |
| 21°   | 10                    | -                     | 13                |
| 22°   | 9                     | -                     | 11                |
| 23°   | 8                     | -                     | 9                 |
| 24°   | 7                     | -                     | 8                 |
| 25°   | 6                     | -                     | 7                 |
| 26°   | 5                     | -                     | 6                 |
| 27°   | 4                     | -                     | 5                 |
| 28°   | 3                     | -                     | 4                 |
| 29°   | 2                     | -                     | 3                 |
| 30°   | 1                     | -                     | 2                 |

## Uomini
Classifica finale
| Pos. | Atleta                | Anno | Nazione       | Gara 1 | Gara 2 | Gara 3 | Gara 4 | Gara 5 | Gara 6 | Gara 7 | Bonus | Totale |
| ---- | --------------------- | ---- | ------------- | ------ | ------ | ------ | ------ | ------ | ------ | ------ | ----- | ------ |
| 1    | Jonathan Wyatt        | 1972 | Nuova Zelanda |        | 100    | 100    | 100    |        | 50     | 84     | 10    | 394    |
| 2    | Marco Gaiardo         | 1970 | Italia        |        |        | 75     | 85     | 100    |        | 90     |       | 350    |
| 3    | Mitja Kosovelj        | 1984 | Slovenia      |        |        |        | 60     | 75     | 42     | 120    |       | 297    |
| 4    | Andrzej Dlugosz       | 1978 | Polonia       | 12     |        | 70     | 40     | 85     |        | 72     | 10    | 277    |
| 5    | Markus Kröll          | 1972 | Austria       |        |        | 60     | 70     | 70     | 33     | 23     | 10    | 243    |
| 6    | Robert Krupicka       | 1978 | Rep. Ceca     |        |        | 65     | 50     |        |        | 102    |       | 217    |
| 7    | Georges Burrier       | 1979 | Francia       | 27     | 70     |        | 8      | 50     | 37     |        | 10    | 194    |
| 8    | Sebastjan Zarnik      | 1977 | Slovenia      |        | 65     |        | 20     | 45     |        | 60     |       | 190    |
| 9    | Alexander Bolkhovitin | 1971 | Russia        |        |        | 55     | 45     | 60     |        | 0      |       | 160    |
| 10   | Peter Lamovec         | 1984 | Slovenia      |        |        | 18     | 22     | 40     | 30     | 54     | 10    | 156    |
| 11   | Timo Zeiler           | 1982 | Germania      | 37     |        | 85     |        |        |        |        |       | 122    |
| 12   | Julien Rancon         | 1980 | Francia       | 33     | 85     |        |        |        |        |        |       | 118    |
| 13   | Rickey Gates          | 1981 | Stati Uniti   |        |        |        | 75     |        |        | 32     |       | 107    |
| 14   | Eris Costa            | 1982 | Italia        |        |        |        | 30     |        |        | 66     |       | 96     |
| 15   | Steve Vernon          | 1980 | Inghilterra   | 42     |        | 35     |        |        |        |        |       | 77     |
| 16   | Fabio Ruga            | 1981 | Italia        |        |        | 6      | 24     | 30     |        | 4      |       | 64     |
| 17   | Ivica Skopac          | 1974 | Croazia       |        |        |        |        | 22     | 27     | 8      |       | 57     |
| 18   | Mark Bourne           | 1983 | Australia     | 18     | 30     |        |        |        |        |        |       | 48     |
| 19   | Yujiro Iida           | 1985 | Giappone      |        |        |        |        | 20     | 24     |        |       | 44     |
| 20   | Thierry Lippi         | 1968 | Svizzera      | 2      | 22     |        |        |        |        |        |       | 24     |
| 21   | Franz Deisenberger    | 1959 | Austria       |        |        |        | 6      | 14     |        |        |       | 20     |
| 22   | Matiaz Miklosa        | 1975 | Slovenia      |        |        |        |        | 12     |        | 5      |       | 17     |
| 23   | Andreas Fuchsluger    | 1969 | Austria       |        |        |        |        | 1      | 12     |        |       | 13     |
| 24   | Maykel Geerdink       | 1970 | Paesi Bassi   | 5      |        | 7      |        |        |        |        |       | 12     |
| 24   | Hans Quehenberger     | 1954 | Austria       |        |        |        | 3      | 9      |        |        |       | 12     |

## Donne
Classifica finale
| Pos. | Atleta               | Anno | Nazione       | Gara 1 | Gara 2 | Gara 3 | Gara 4 | Gara 5 | Gara 6 | Gara 7 | Bonus | Totale |
| ---- | -------------------- | ---- | ------------- | ------ | ------ | ------ | ------ | ------ | ------ | ------ | ----- | ------ |
| 1    | Anna Frost           | 1981 | Nuova Zelanda |        | 65     | 85     | 70     | 85     |        | 60     | 10    | 315    |
| 2    | Mateja Kosovelj      | 1988 | Slovenia      |        |        |        | 85     | 75     | 42     | 90     |       | 292    |
| 3    | Victoria Wilkinson   | 1978 | Inghilterra   | 42     | 85     |        | 55     |        |        | 102    |       | 284    |
| 4    | Pavla Matyasova      | 1980 | Rep. Ceca     |        |        | 70     | 60     | 65     |        | 84     |       | 279    |
| 5    | Andrea Mayr          | 1979 | Austria       |        |        |        |        | 100    | 50     | 120    |       | 270    |
| 6    | Iva Milesova         | 1977 | Rep. Ceca     |        | 55     | 65     | 50     | 70     |        | 48     | 10    | 282    |
| 7    | Sarah Tunstall       | 1986 | Inghilterra   | 37     | 70     |        | 65     |        |        | 66     |       | 238    |
| 8    | Anne Buckley         | 1967 | Inghilterra   | 30     | 75     | 60     | 10     |        |        | 29     | 10    | 204    |
| 9    | Anna Pichrtova       | 1973 | Rep. Ceca     |        |        |        | 100    |        |        | 78     |       | 178    |
| 10   | Lucija Krkoc         | 1988 | Slovenia      |        |        |        | 16     | 40     | 37     | 72     |       | 165    |
| 11   | Martina Strähl       | 1987 | Svizzera      | 50     | 100    |        |        |        |        |        |       | 150    |
| 12   | Mateja Sustarsic     | 1973 | Slovenia      |        | 50     |        |        | 30     | 30     | 32     |       | 142    |
| 13   | Pavla Havlova        | 1982 | Rep. Ceca     |        |        |        | 40     | 50     |        |        |       | 90     |
| 14   | Valerie Galland      |      | Francia       | 27     | 60     |        |        |        |        |        |       | 87     |
| 15   | Carine Lilge-Leutner | 1960 | Austria       |        |        |        | 45     |        |        | 33     |       | 78     |
| 16   | Michaela Mannova     | 1982 | Rep. Ceca     |        |        |        | 30     | 45     |        |        |       | 75     |
| 17   | Aurelie Jacquier     |      | Francia       | 24     | 45     |        |        |        |        |        |       | 69     |
| 18   | Elisabeth Pöltner    | 1972 | Austria       |        |        |        | 4      | 27     | 24     |        |       | 55     |
| 19   | Evelyne Lachner      | 1969 | Austria       |        |        |        |        | 20     | 18     |        |       | 38     |
| 20   | Alessandra Bastesin  | 1972 | Italia        |        |        | 27     | 5      |        |        |        |       | 32     |